# Ottapparai
Ottapparai es una ciudad censal situada en el distrito de Erode en el estado de Tamil Nadu (India). Su población es de 9493 habitantes (2011). Se encuentra a 27 km de Erode y a 78 km de Coimbatore.

## Demografía
Según el censo de 2011 la población de Ottapparai era de 9493 habitantes, de los cuales 4747 eran hombres y 4746 eran mujeres. Ottapparai tiene una tasa media de alfabetización del 73,59%, inferior a la media estatal del 80,09%: la alfabetización masculina es del 83,63%, y la alfabetización femenina del 63,55%.